# Maestro di stalla

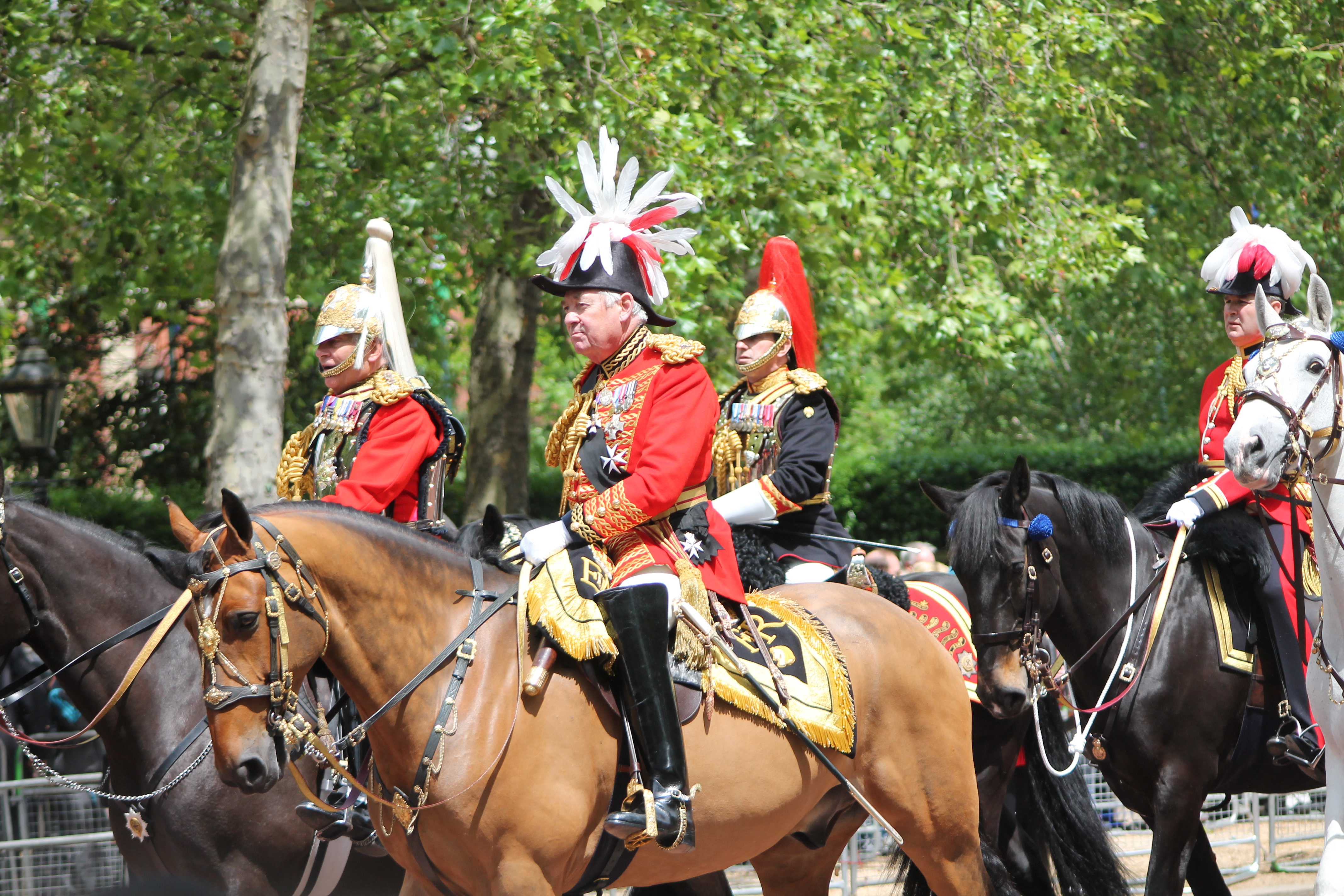
Lord Vestey, Master of the Horse (Regno Unito), mentre cavalca alla Queen's Birthday Parade del 2009

Il Maestro di stalla (in inglese: Master of the Horse) era (ed in alcuni casi è tutt'oggi) una posizione rilevante in diverse corti europee. Anticamente era il responsabile delle stalle reali.

## Magister Equitum(antica Roma)
Il termine originale di Magister Equitum nella Repubblica romana era un incarico nominato a discrezione del dictator, e terminava con l'incarico del dittatore stesso, dopo il termine tipico di sei mesi dalla prima età sino a metà della storia della Repubblica. Il Magister Equitum era difatti il luogotenente del dictator. La sua nomina, come si è detto, era riservata al dittatore, senza un senatus consultum specifico, anche se talvolta il senato suggeriva la persona da nominare. Il dittatore non poteva esistere senza un Magister Equitum ad assisterlo e, di conseguenza, se il Magister Equitum fosse morto o avesse rinunciato alla propria carica prima del termine dell'incarico del dictator doveva esserne nominato un altro.
Al Magister Equitum era garantita una forma di imperium, ma al medesimo livello del pretore, e pertanto egli era soggetto all' imperium del dittatore e non era superiore a quello di un console. In assenza del dittatore, il Magister Equitum diveniva suo legale rappresentante, e ne esercitava i medesimi poteri. Anche se non era obbligatoriamente richiesto, sovente la persona nominata alla carica di Magister Equitum aveva svolto in precedenza l'incarico di pretore. Pertanto, il Magister Equitum portava le insegne da pretore: la toga praetexta e la scorta di sei littori. Il più famoso Magister Equitum dell'Antica Roma fu sicuramente Marco Antonio, che venne incaricato di tale ruolo sotto la dittatura di Giulio Cesare.
Dopo le riforme costituzionali di Augusto, l'incarico di dictator cadde in disuso e così quello di Magister Equitum. Il titolo venne ripreso nel tardo Impero sotto il regno di Costantino I che lo trasformò in uno dei supremi ranghi militari dell'esercito assieme a quello di Magister Peditum. I due incarichi vennero talvolta amalgamati a formare il Magister Militum.
Il titolo di Conestabile, dal latino comes stabuli, aveva una storia simile.

## Master of the Horse(Regno Unito)
Il Master of the Horse nel Regno Unito era un tempo una delle posizioni più importanti della corte reale anche se ad oggi il ruolo è ancora utilizzato, ma per scopi meramente cerimoniali. Il master of the horse è il terzo dignitario di corte ed un tempo era stabilmente anche un ministro di governo (prima del 1782 l'incarico era addirittura un rango del gabinetto di governo), un pari ed un consigliere privato. Sotto la sua giurisdizione sono ed erano poste tutte le materie relative ai cavalli ed ai cani del sovrano, come pure delle stalle e della rimessa delle carrozze, le aziende agricole, le mews ed i serragli e canili. La gestione pratica delle Royal Stables (stalle reali) e dei terreni agricoli solitamente era delegata al Crown Equerry, chiamato formalmente Gentleman of the Horse, la cui nomina era spesso a vita. Il Clerk Marshal aveva la supervisione dei rendiconti che poi venivano sottoposti al Board of Green Cloth. Importantissimo era il ruolo che il Master of Horse ricopriva in quanto responsabile della carrozza reale che era utilizzata per tutte le occasioni formali del regno. Solitamente i personaggi chiamati a ricoprire questa carica provenivano dall'esercito e spesso questi erano accompagnati da dei paggi d'onore.
L'attuale Master of the Horse è Rupert Ponsonby, VII barone de Mauley.
Attualmente il Master of the Horse ha una funzione meramente cerimoniale e raramente appare nelle cerimonie pubbliche ad eccezione di quelle di stato, in particolare quando il sovrano appare a cavallo o in carrozza. Il Crown Equerry compie ispezioni giornaliere alle Royal Mews, fornendo i veicoli necessari al trasporto del sovrano, siano essi macchine o carrozze.
La carica di paggio d'onore viene spesso ricoperta da uno scudiero, di cui spesso il più anziano in età di servizio solitamente ricopre la posizione di Deputy Master of the Household (vice).

## Gran Scudiero di Francia
In Francia il maestro di stalla, noto come Gran Scudiero di Francia (Grand Écuyer, o spesso Monsieur le grand) divenne uno dei Grandi Ufficiali della Corona di Francia dal 1595. Come sovrintendente delle stalle reali, veniva nominato a tale posizione dal sovrano, per provvedere ai trasporti ed alle cavalcature in tutte le occasioni, comprese quelle di stato. Alla morte di un sovrano aveva il diritto di ottenere in dono tutti i cavalli ed i relativi equipaggiamenti presenti nelle stalle. Supervisionava personalmente la grande écurie di Versailles. Distinto dal suo incarico e completamente indipendente da esso, si trovava il primo scudiero (Premier Ecuyer), incaricato dei cavalli personalmente utilizzati dal sovrano (La petite écurie), e che guidava spesso il cavallo del sovrano stesso nelle processioni a piedi. L'incarico venne mantenuto sino alla fine del regno di Luigi XVI. Luigi XVIII e Carlo X rinunciarono a tali prerogative, che invece vennero recuperate da Napoleone I e da Napoleone III.

## Oberststallmeister(Germania)
In Germania il maestro di stalla (Oberststallmeister) era un alto dignitario di corte, ma il suo incarico era meramente titolare. Egli sovrintendeva alle stalle dell'Imperatore con una funzione corrispondente grossomodo a quella svolta dal Master of the Horse in Inghilterra.

## Caballerizo mayor(Spagna)
Il Caballerizo mayor era un incarico della Corona di Spagna incaricato della programmazione e dell'organizzazione dei viaggi, come pure delle stalle e delle cacce del re di Spagna.
L'incarico di “Caballerizo mayor” fu uno dei più importanti incarichi di corte in quanto anche in questo caso incaricato della sovrintendenza delle stalle reali nonché di tutti i mezzi di trasporto del monarca. Quando il re usciva dal Palazzo Reale, il Caballerizo era in posizione immediatamente dietro il sovrano, tra i principali ufficiali di corte. Era assistito dai “Primeros Caballerizos” (primi cavalieri) che venivano da lui nominati.
Come “Montero mayor” (Gran Cacciatore) era incaricato di provvedere e organizzare le cacce reali, ed in molti casi disponeva anche del ruolo di “Alcalde” (sindaco) in diverse città spagnole.

## Maestro di Stalla pontificio
Il Maestro di Stalla, Cavallerizzo Maggiore, o Sovrintendente Ereditario delle Stalle dei Palazzi Apostolici, era una posizione ereditaria presente alla corte pontificia detenuta dalla famiglia dei marchesi Serlupi Crescenzi. L'incarico era assegnato ad una personalità che fosse già un Ciambellano di Spada e Cappa partecipante. La posizione venne abolita con le riforme della curia pontificia del 1968.

## Riksstallmästare(Svezia)
Il titolo di Riksstallmästare (Maestro dei Cavalli del Regno) in Svezia non era uno dei Grandi Ufficiali del regno, ma piuttosto apparteneva agli ufficiali di rango inferiore. Egli era come negli altri casi sovrintendente delle Stalle Reali e di tutte le fattorie del sovrano. Il suo incarico era comunque fortemente legato all'esercito, ed in particolare con le unità di cavalleria.

## Scudiero (Russia)
Konyushy (in russo: Конюший) è un termine traducibile letteralmente come Maestro dei Cavalli o Scudiero.
Il Konyushy era solitamente un boiardo incaricato della gestione delle stalle dei sovrani russi. Il titolo era tra i più alti a corte sino al XVII secolo. Dalla fine del XV secolo venne introdotta la presenza di un particolar scudiero (конюшенный приказ, "konyushenny prikaz"), a cui faceva capo il Konyushy. Egli era incaricato delle stalle dello zar, degli equipaggiamenti da parata, delle processioni cerimoniali a cavallo e del foraggio anche delle unità di cavalleria. Lo scudiero particolare, maneggiava notevoli quantità di denaro, motivo per cui dal 1736 gran parte di questi incarichi passarono all'armeria del Cremlino.

## Koniuszy(Regno di Polonia e Granducato di Lituania)
"Koniuszy" (corrispondente al termine italiano di "Scudiero" o "Maestro dei Cavalli") era una posizione della nobiltà nel Regno di Polonia dall'XI secolo, e nel Granducato di Lituania dal XV secolo. Un koniuszy era incaricato della gestione delle stalle del granduca e del re; in realtà la responsabilità diretta di questi impianti era un podkoniuszy (vice-scudiero), subordinato al koniuszy.
Dal XIV al XVI secolo, il "koniuszy" era un dignitario (dygnitarz) del Regno di Polonia e della Confederazione Polacco-Lituana.

## Georgia
Nel Regno di Georgia, la posizione simile era corrispondente al titolo di amilakhvari (amir-akhori, letteralmente: principe-maestro dei cavalli), derivato dall'arabo. Aveva un proprio vice (amir-spasalari) ed era membro del consiglio reale. Dal 1460 e sino all'annessione russa della Georgia (1801) tale incarico venne concesso alla famiglia Zevdginidze-Amilakhvari.

## Ungheria
Nel Regno d'Ungheria il maestro dei cavalli (in ungherese: főlovászmester) era uno degli alti ufficiali della corte reale.

## Asia
Incarichi simili erano comuni alle corti imperiali della Cina (vedi la famiglia Sima) e del Giappone, oltre che della Corea ed in altre parti dell'Asia orientale. Il Regno di Ayutthaya disponeva di un proprio Maestro degli Elefanti Reali.